# Harald Markson
Harald Arthur Markson, född 5 oktober 1909 i Uppsala, död 1985, var en svensk målare och grafiker. 
Han var son till köpmannen Isak Markson och Anna Silfer och från 1955 gift med Märta Wennerstam. Efter avlagd studentexamen 1928 studerade han arkitektur under två år vid Tekniska högskolan i Stockholm och konst en kortare tid vid Otte Skölds målarskola men var i huvudsak autodidakt som konstnär och bedrev självstudier under ett stort antal studieresor i Europa. Separat debuterade han med en utställning på Modern konst i hemmiljö 1947. Tillsammans med Torsten Bergmark, Gustaf Fängström och Carl Herman Wetterwik ställde han ut på Östgöta nation i Uppsala 1949. Han medverkade i samlingsutställningar på Gummesons konsthall, Uplands konstförening och Sveriges allmänna konstförening. Hans konst består av figurkompositioner, stadsbilder och stilleben med blommor i olja eller linoleumsnitt. Markson är representerad vid Uplands konstförenings samling och Folkskoleseminariet i Uppsala. 